# المطلة (إدلب)
المطلة أو بني عدوان قرية سورية تتبع ناحية مركز جسر الشغور في منطقة جسر الشغور في محافظة إدلب. بلغ عدد سكانها 356 نسمة في عام 2004 حسب إحصاء المكتب المركزي للإحصاء.